# Gmina Bräcke
Gmina Bräcke (szw. Bräcke kommun) – gmina w Szwecji, w regionie Jämtland, siedzibą jej władz jest Bräcke.
Pod względem zaludnienia Bräcke jest 250. gminą w Szwecji. Zamieszkuje ją 7282 osób, z czego 48,3% to kobiety (3517) i 51,7% to mężczyźni (3765). W gminie zameldowanych jest 180 cudzoziemców. Na każdy kilometr kwadratowy przypada 2,11 mieszkańca. Pod względem wielkości gmina zajmuje 25. miejsce.